# Parmoptila jamesoni
La estrilda piquifina de Jameson (Parmoptila jamesoni) es una especie de ave paseriforme de la familia Estrildidae propia de África Central. Anteriormente se clasificaba como una subespecie de la estrilda piquifina frentirroja (P. rubrifrons).

## Distribución y hábitat

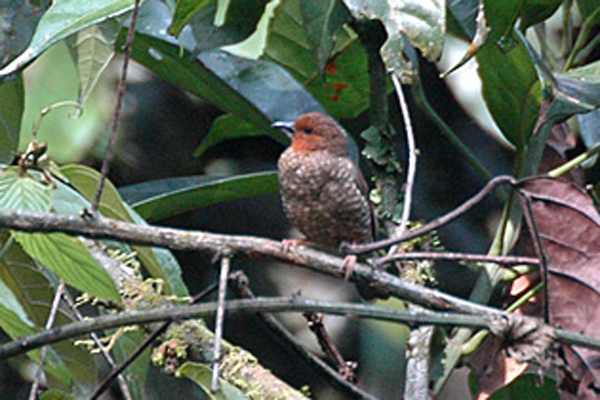
Hembra adulta cerca de Bwindi (Uganda).

La estrilda piquifina de Jameson habita en los bosques húmedos tropicales de República Democrática del Congo, y las vecinas Ruanda, Uganda y Tanzania.
A diferencia de su pariente occidental que está disminuyendo notablemente, la estrilda piquifina de Jameson todavía es abundante, por lo que se clasifica como especie bajo preocupación menor.